# Wild Harvest
 Wild Harvest és una pel·lícula estatunidenca dirigida per Tay Garnett, estrenada el 1947.

## Argument
Enfrontaments entre segadors de Kansas i de Nebraska: Joe és el cap d'un grup itinerant que treballa amb segadores comprades a crèdit. Al davant hi tenen un grup rival, dirigit per Alperson. Jim, el camarada de Joe, s'uneix al seu grup. A Texas coneixen la neboda d'un pagès, que s'enamora de Joe. I quan les dones es posen pel mig.

## Repartiment
- Alan Ladd: Joe Madigan
- Dorothy Lamour: Fay Rankin
- Robert Preston: Jim Davis
- Lloyd Nolan: Kink
- Richard Erdman: Mark Lewis
- Allen Jenkins: Higgins
- Will Wright: Mike Alperson
- Griff Barnett: Rankin
- Anthony Caruso: Pete
- Walter Sande: Long
- Frank Sully: Nick

## Producció
La pel·lícula va estar basada en una història original anomenada The Big Haircut de Houston Branch, sobre un grup de segadors de blat que recorren el país fent la seva feina. The Big Haircut és el terme d'argot de la feina que fan; el tema va ser pensat per ser especialment tòpic a causa de l'escassetat de pa en tot el món en aquell temps. El guió va ser comprat per la Paramount el maig de 1946 concretament com a vehicle per Alan Ladd. A.I. Bezzerides va ser contractat per treballar en el guió. Tay Garnett va signar per dirigir i Brian Donlevy era al principi anunciat com a coprotagonista al costat de Ladd.
Abans del guió final i de que el repartiment haguessin estat confirmats, la segona unitat va començar a rodar el juliol de 1946 al ranxo Russell Giffen, a 47 milles al nord de Fresno en la vall de San Joaquin. Tay Garnett i l'equip de la pel·lícula va rodar una collita de blat real que implica 27 màquines recolectores i Alan Ladd. La protagonista Dorothy Lamour es va incorporar al repartiment a l'agost. Finalment Donlevy va ser reemplaçat per Lloyd Nolan, que va ser 'prestat' per la 20th Century Fox.